# Voivodato di Gniezno
Il voivodato di Gniezno (in polacco: Województwo Gnieźnieńskie, in latino: Palatinatus Gnesnensis) è stata un'unità di divisione amministrativa e governo locale della Polonia per un breve periodo dal 1768, quando fu smembrato dal voivodato di Kalisz, fino alla spartizione della Polonia del 1772-1795. Faceva parte della provincia della Grande Polonia.

## Dati
Sede del governo generale della Grande Polonia (Starosta Generalny):
- Poznań

Sede del governo del voivodato (wojewoda):
- Gniezno

Sede del consiglio generale (Sejmik Generalny) per la Grande Polonia:
- Koło

## Geografia antropica

### Suddivisioni amministrative
- Distretto di Gniezno (Powiat Gnieżnieński), Gniezno
- Distretto di Kcynia (Powiat Kcyński), Kcynia
- Distretto di Nakło (Powiat Nakielski), Nakło

## Voivodati confinanti
- Voivodato della Pomerania
- Voivodato di Inowrocław
- Voivodato di Brześć Kujawski
- Voivodato di Kalisz
- Voivodato di Poznań